# Ligonipini
Ligonipini è una tribù di ragni appartenente alla sottofamiglia Myrmarachninae della famiglia Salticidae dell'ordine Araneae della classe Arachnida.

## Distribuzione
I due generi oggi noti di questa tribù sono diffusi in Australia e Nuova Guinea.

## Tassonomia
A dicembre 2010, gli aracnologi riconoscono due generi appartenenti a questa tribù:
- Ligonipes Karsch, 1878 — Australia, Nuova Guinea (8 specie)
- Rhombonotus L. Koch, 1879 — Australia (1 specie)